# Olimpíada Brasileira de Matemática
A Olimpíada Brasileira de Matemática (OBM) é uma competição dirigida aos alunos de escolas e universidades de todo o país, da rede pública ou privada, do Ensino Fundamental (a partir do 6º ano) ao final da graduação.
Iniciativa conjunta do Instituto de Matemática Pura e Aplicada (IMPA) e da Sociedade Brasileira de Matemática (SBM), a OBM foi organizada pela primeira vez em 1979. Sofreu mudanças desde então, mas mantém os objetivos centrais de estimular o estudo da matemática, desenvolver e aperfeiçoar a capacitação dos professores, influenciar na melhoria do ensino e descobrir jovens talentos.

## História
A 1ª OBM foi realizada em 1979. Na ocasião, foram 11 premiados em 1º, 2º e 3º lugares e 15 premiados nas demais categorias.
Em 1991, a competição passou a ter dois níveis: Júnior, para alunos com, no máximo 15 anos; e Sênior, para alunos no Ensino Médio. 
Em 1998, a OBM passou a ter três níveis: I, 5ª e 6ª série; II, 7ª e 8ª série e III, Ensino Médio. Além disso, a prova era composta por três fases. A primeira era múltipla escolha, com 20 ou 25 questões. A segunda fase era aberta, com 6 questões. Já a terceira e última tinha 5 questões aos níveis I e II e 6 para o nível III. 
Ao longo dos anos, houve mudanças, como a criação, em 2001, do nível Universitário, com duas fases.
Em 2017, a OBM foi integrada à OBMEP. Passa, então, a ser realizada em fase única, para os níveis 1, 2 e 3, apenas para estudantes convidados, considerando, entre outros critérios, a pontuação obtida na segunda fase da OBMEP. É mantido o nível Universitário, em duas fases, mas conta com a inscrição individual do estudante de graduação.

## Objetivos
A OBM tem como objetivos principais:
- Interferir decisivamente na melhoria do ensino da Matemática no Brasil, aprimorando alunos e professores por meio da participação em olimpíadas;
- Descobrir jovens com talento matemático excepcional e colocá-los em contato com matemáticos profissionais e instituições de pesquisa de alto nível, propiciando condições favoráveis para a formação e o desenvolvimento de uma carreira de pesquisa;
- Selecionar e treinar os estudantes que representarão o Brasil em olimpíadas internacionais de Matemática, a partir do seu desempenho na OBM;
- Apoiar as competições regionais de Matemática em todo o Brasil;
- Organizar competições internacionais de Matemática sediadas no Brasil.

## Níveis e fases
As provas da OBM são diferenciadas em quatro níveis, de acordo com o grau de escolaridade do aluno:
Nível 1- 6º ou 7º ano do Ensino Fundamental;
Nível 2 - 8º ou 9º ano do Ensino Fundamental;
Nível 3 - qualquer ano do Ensino Médio;
Nível Universitário - estudantes de graduação de qualquer curso e período, ou aqueles que concluíram o Ensino Médio há menos de um ano e não tenham ingressado em curso de nível superior até a data de realização da primeira da prova da primeira fase.

## Participação[5]
A participação na OBM é definida pela seleção através da própria OBM ou outras competições. Os critérios de seleção para a OBM são definidos a cada ano, portanto as informações desta seção podem sofrer alterações. As informações atuais são referentes à edição de 2023. Nos níveis 1, 2 e 3, são selecionados para participar da OBM:
- Os 300 melhores de cada nível (1, 2 e 3) da OBMEP do ano atual ou anterior (empates são considerados). No caso de 2023, é considerada a pontuação da 17ª OBMEP, ocorrida em 2022;
- Medalhistas na edição anterior da OBM;
- Premiadas no TM² do ano anterior;
- Premiados na Competição Jacob Palis Júnior de Matemática do ano atual, sendo que a inscrição é gratuita;
- Selecionados à OBM por competições regionais (lista de competições aprovadas).

Para o Nível U, são selecionados para participar da OBM:
- Medalhistas na edição anterior da OBM;
- Premiados na Competição Elon Lages Lima de Matemática (considerada oficialmente a primeira fase da OBM) do ano atual, sendo que a inscrição é gratuita.

Ao ser selecionado para a OBM, o estudante deve concordar com a sua inscrição, pelas instruções fornecidas ao e-mail do convidado.

## Provas
Nível 1 - Prova discursiva composta de cinco problemas, com duração de 4 horas e 30 minutos, e realizada em local determinado pelo responsável pela aplicação das provas.
Níveis 2 e 3 – Prova discursiva, realizada em dois dias consecutivos, em local designado pelo responsável pela aplicação das provas, com três problemas em cada dia e duração de 4 horas e 30 minutos por dia.
Nível universitário
Primeira fase: A Competição Elon Lages Lima de Matemática, organizada pela AOBM, é considerada oficialmente a "primeira fase" da OBM. É uma prova composta por 25 questões objetivas a serem resolvidas em até 3 horas.
Segunda fase: Segue o mesmo modelo que os Níveis 2 e 3. Prova discursiva, realizada em dois dias consecutivos, em local designado pelo responsável pela aplicação das provas, com três problemas em cada dia e duração de 4 horas e 30 minutos por dia.

## Material de apoio
A preparação para as provas pode ser feita também por meio do material didático de apoio elaborado pela IMPA. Há o Banco de Provas e gabaritos dos quatro níveis da competição, assim como de importantes olimpíadas internacionais da área, como Olimpíada Internacional de Matemática (IMO), Olimpíada Ibero-Americana de Matemática (OIM), Olimpíada de Matemática do Cone Sul e European Girls’ Mathematical Olympiad (EGMO).
A página oficial da OBM reúne também uma extensa lista de lista de livros e revistas que podem ser muito úteis na preparação para as competições. São livros teóricos e títulos com problemas e soluções, além de revistas, como a Eureka!

## Premiação
São oferecidas medalhas de ouro, prata e bronze aos alunos que obtiverem as melhores notas pontuações finais, em ordem decrescente de pontuação. As quantidades de medalhas oferecidas atendem, aproximadamente, a proporção 1: 2: 3, em cada nível. A banca pode conceder também menções honrosas.

## Semana olímpica
Realizada anualmente desde 1998, a Semana Olímpica é destinada a reunir os alunos premiados na OBM para aulas avançadas de Matemática com uma equipe de professores de diferentes partes do país e com ampla experiência em competições na área, palestras de orientação acadêmica e atividades de lazer.  Durante o encontro, é iniciado o processo de seleção das equipes que irão representar o Brasil nas diversas competições internacionais de Matemática. O evento é encerrado com a cerimônia de Premiação da OBM.

## Olimpíadas internacionais
A Olimpíada Brasileira de Matemática (OBM) coordena a participação brasileira nas seguintes olimpíadas internacionais:
- Olimpíada Internacional de Matemática (IMO)
- Olimpíada Ibero-americana de Matemática (OIM)
- Olimpíada de Matemática do Cone Sul
- Olimpíada de Mayo
- Olimpíada Ibero-americana de Matemática Universitária (OIMU)
- International Mathematical Competition for University Students (IMC)
- Romanian Master in Mathematics (RMM)
- Competição Ibero-americana Interuniversitária de Matemática
- Asian Pacific Mathematics Olympiad (APMO)
- Olimpíada de Matemática da Comunidade dos Países de Língua Portuguesa (OMCPLP)
- Canguru de Matemática Brasil
- Olimpíada Iraniana de Geometria (IGO)
- European Girls’ Mathematical Olympiad (EGMO)

## Olimpíadas Regionais
A OBM apoia a realização de competições regionais e estaduais de matemática por meio do Programa Nacional de Olimpíadas de Matemática. Entre elas, há algumas muito tradicionais, como a paulista e a fluminense.